# Swedish Open 2010
Lo Swedish Open 2010 è stato un torneo di tennis giocato sulla terra rossa facente parte della categoria ATP World Tour 250 series nell'ambito dell'ATP World Tour 2010 e della categoria International nell'ambito del WTA Tour 2010. Sia il torneo maschile che femminile a Båstad in Svezia. Il torneo femminile si è giocato dal 5 all'11 luglio, quello maschile dal 12 al 18 luglio 2010. È stata la 63ª edizione del torneo maschile. la 2ª del torneo femminile.

## Partecipanti WTA

### Teste di serie
| Giocatrice                 | Nazionalità | Ranking* | Testa di serie |
| -------------------------- | ----------- | -------- | -------------- |
| Flavia Pennetta            | Italia      | 10       | 1              |
| Aravane Rezaï              | Francia     | 20       | 2              |
| Lucie Šafářová             | Rep. Ceca   | 26       | 3              |
| Gisela Dulko               | Argentina   | 42       | 4              |
| Arantxa Parra Santonja     | Spagna      | 47       | 5              |
| Angelique Kerber           | Germania    | 54       | 6              |
| Sofia Arvidsson            | Svezia      | 66       | 7              |
| Barbora Záhlavová-Strýcová | Rep. Ceca   | 68       | 8              |

- Ranking del 21 giugno 2010.

### Altre partecipanti
Le seguenti giocatrici hanno ricevuto una wild-card per il tabellone principale:
- Ellen Allgurin
- Anna Brazhnikova
- Sloane Stephens

Le seguenti giocatrici sono entrate nel tabellone principale passando dalle qualificazioni:

- Nuria Llagostera Vives
- Laura Siegemund
- Ana Vrljić
- Kathrin Wörle

## Partecipanti ATP

### Teste di serie
| Giocatore          | Nazionalità | Ranking* | Testa di serie |
| ------------------ | ----------- | -------- | -------------- |
| Robin Söderling    | Svezia      | 5        | 1              |
| Fernando Verdasco  | Spagna      | 10       | 2              |
| David Ferrer       | Spagna      | 12       | 3              |
| Nicolás Almagro    | Spagna      | 20       | 4              |
| Tommy Robredo      | Spagna      | 36       | 5              |
| Paul-Henri Mathieu | Francia     | 51       | 6              |
| Denis Istomin      | Uzbekistan  | 59       | 7              |
| Florent Serra      | Francia     | 60       | 8              |

- Ranking del 5 luglio 2010.

### Altri partecipanti
I seguenti giocatori hanno ricevuto una wild-card per il tabellone principale:
- Andreas Vinciguerra
- Filip Prpic
- Christian Lindell

I seguenti giocatori sono entrati nel tabellone principale passando dalle qualificazioni:

- Jonathan Dasnières de Veigy
- Ervin Eleskovic
- Jerzy Janowicz
- Franko Škugor

## Campioni

### Singolare maschile
Nicolás Almagro ha battuto in finale  Robin Söderling con il punteggio di 7–5, 3–6, 6–2
- È il 1º titolo dell'anno per Almagro, il 6° della sua carriera.

### Singolare femminile
Aravane Rezaï ha battuto in finale  Gisela Dulko con il punteggio di 6–3, 4–6, 6–4
- È il 2º titolo dell'anno per Aravane Rezaï, il 4° della sua carriera.

### Doppio maschile
Robert Lindstedt /  Horia Tecău hanno battuto in finale  Andreas Seppi /  Simone Vagnozzi con il punteggio di 6–4, 7–5

### Doppio femminile
Gisela Dulko /  Flavia Pennetta hanno battuto in finale  Renata Voráčová /  Barbora Záhlavová-Strýcová con il punteggio di 7–6(0), 6–0